# Joaquín María Patiño
Joaquín María Patiño (Puebla del Caramiñal, 1775-Madrid, 1848) fue un bibliotecario, profesor y político español.

## Biografía
Nació el 18 de julio de 1775. Natural de la Puebla del Deán, estudió filosofía y teología y se doctoró en la Universidad de Santiago. En dicha institución hizo oposición a una cátedra de filosofía, que obtuvo y desempeñó durante muchos años. También opositó a una beca en el colegio mayor de pasantes de San Clemente, también en Santiago de Compostela, que también estuvo. En 1812 se le nombró bibliotecario mayor de la Universidad de Santiago y en 1834 se le nombró bibliotecario mayor de la Biblioteca Real de Madrid, cargo que ocupó hasta 1840, en que fue destituido por la Junta del pronunciamiento. Se le concedió la jubilación en 1845. Como político ocupó escaño de diputado a Cortes en las extraordinarias de 1822 y en 1838 fue elegido para el cargo de senador por la provincia de Pontevedra. Falleció, a los setenta y tres años de edad, el 13 de agosto de 1848, en Madrid.